# Comuna Kapustînți, Volodarka
Kapustînți (în ucraineană Капустинці) este o comună în raionul Volodarka, regiunea Kiev, Ucraina, formată din satele Cepijînți, Kapustînți (reședința) și Korjîha.

## Demografie
Componența lingvistică a comunei Kapustînți
     Ucraineană (99,33%)
     Alte limbi (0,54%)
Conform recensământului din 2001, majoritatea populației comunei Kapustînți era vorbitoare de ucraineană (99,33%), existând în minoritate și vorbitori de alte limbi.